# Fünf Tage in London
Fünf Tage in London. England und Deutschland im Mai 1940 ist ein Buch des ungarisch-US-amerikanischen Historikers John Lukacs, das 1999 unter dem englischen Originaltitel Five Days in London, May 1940 erschien.

## Inhalt
Ein „politischer Wendehals, ein gefährlicher Abenteurer“ (“Political Turncoat, a dangerous adventurer”); ein „wunderbarer Spitzbube, dem politisches Urteilsvermögen fehlte“ (“delightful rogue who lacked political judgement”) – heutzutage würden nur wenige Leute erraten, dass dies Beschreibungen für einen der am meisten bewunderten Staatsmänner des 20. Jahrhunderts waren: Winston Churchill.
Bei seinem Amtsantritt als Premierminister im Mai 1940 war Churchill nicht sehr beliebt, wie der Historiker Lukacs in seinem Buch darstellt. Die Conservative Party war skeptisch bezüglich seiner Macht und das Vereinigte Königreich weit entfernt von einem Kriegseifer. Darüber hinaus ereigneten sich einige spektakuläre Niederschläge für Großbritannien und andererseits Kriegserfolge von Adolf Hitler. Die Niederlande war gefallen, Belgien stand kurz davor und Frankreich war dem Untergang nahe. Es gab wahrhaft ernsthafte Ängste, dass die gesamten British Expeditionary Forces gefangen genommen würden.
In ihren privaten Tagebüchern waren zahlreiche führende Politiker des Landes mutlos: Charles Waterhouse, ein konservativer Abgeordneter des Unterhauses, schrieb „alles ist verloren“ (“all is lost”), während Samuel Hoare „alles beendet“ (“everything finished”) sah.
Am 28. Mai 1940 erklärte Churchill mit der vollen Rückendeckung des Kriegskabinetts und der weiteren Ministerien, dass Großbritannien weiter kämpfen wird, allein falls nötig – ohne Rücksicht auf die Ereignisse in Frankreich. Dies war ein gewagter Schritt und einer der, ohne das spätere bessere Wissen, aus keiner Sicht einleuchtend war. Churchill selbst blieb ruhig während der schmerzhaften Kämpfe, den Verhandlungen in Hinterzimmern und den hitzigen Diskussionen, die vier Tage vor der Ankündigung aufkamen.
Lukacs gibt in seinem Buch eine fesselnde, auf der Hand liegende Übersicht über die dramatischen Ereignisse, die Verunsicherung, Ungewissheit und den Mut der Menschen, die letztlich über das Schicksal Großbritanniens entschieden hatten. Er stellt die rasante Serie der Ereignisse wieder her, die den Trend gedreht hatten und die Öffentlichkeit und das Kriegskabinett dazu brachten, sich hinter Churchill zu stellen.
Lukacs ist ein bekannter Historiker, zu dessen vorherige Bücher The Last European War und die Übersicht über die Beziehung zwischen Hitler und Churchill, The Duel, gehörten. Fünf Tage in London, das auf offizielle Dokumente, veröffentlichte Memoiren und private Briefe und Tagebücher basiert, ist Geschichte im Mikrokosmos: eine Darstellung eines Wendepunktes in Weltereignissen, der nicht nur den Ausgang des Krieges beeinträchtigte, sondern die Zukunft des gesamten Europa. Schlüsselschlachten und der Eintritt der Sowjetunion sowie der Eintritt der Vereinigten Staaten in den Zweiten Weltkrieg gewannen schließlich den Zweiten Weltkrieg, aber, so Lukacs’ Darstellung, war dies der Punkt an dem Churchill die Gefahr einer Niederlage des Krieges beendete.
Es ist äußerst wichtig für unser Geschichtsverständnis, dass wir anerkennen, was für eine bemerkenswerte Leistung es war – und an welchem dünnen Faden die Hoffnungen Großbritanniens hingen, wie der Biograf und Historiker Philip Ziegler in einer Einführung zu einer neuen englischsprachigen Ausgabe des Buches bei The Folio Society ausführt.
In einer Rezension im Harper’s Magazine wurde zu dem Buch ausgeführt: „Großartig … Zugleich ein provokatives Werk über Geschichte und eine wunderbare geschichtliche Unterhaltung“ (“Superb … At once a provocative work of history and a marvellous historical entertainment”), während The Times das Buch mit den Worten „Dies ist eine moderne Geschichte, die einfache Antworten ablehnt: ihre gekonnte Exaktheit schneidet schmerzhaft bis zum Knochen und schüttet wahres Blut auf die Teppiche von Whitehall [dem Regierungsviertel] und Westminster [dem Sitz des Parlaments]“ (“This is a modern history that refuses easy answers: its skilful concision cuts painfully to the bone and spills real blood on the carpets of Whitehall and Westminster”) rezensiert.